# Trolejbusy w Zakopanem
Trolejbusy w Zakopanem – niezrealizowany pomysł wprowadzenia systemu trolejbusowego w Zakopanem, stolicy powiatu tatrzańskiego w województwie małopolskim.

## Historia
Po raz pierwszy ideę wprowadzenia trolejbusów w Zakopanem, wzorując się na linii Symferopol – Ałuszta – Jałta, przedstawił Zbigniew Schneigert, pierwszy powojenny dyrektor Państwowych Kolei Linowych.
W związku ze światowym kryzysem naftowym oraz pogarszającą się sytuacją gospodarczą w PRL, zaczęto poszukiwać alternatywy dla spalinowego transportu autobusowego. Plan wprowadzenia trolejbusów w Zakopanem stworzono w 1973 r., a więc jeszcze w tym samym roku, w którym zamknięto trolejbusy w Warszawie. Wybór trakcji trolejbusowej motywowano kwestią ochrony środowiska w Zakopanem. Ten projekt nie doczekał się realizacji.
Kolejny plan uruchomienia trolejbusów w licznych miastach PRL, w tym w Zakopanem, przedstawiono na konferencji Stowarzyszenia Inżynierów i Techników Komunikacji w Krakowie, która odbyła się w dniach 15–16 grudnia 1988 r. Specjalny tabor dla nowego systemu, dostosowany do pokonywania górzystych tras, miał pochodzić ze słupskiej fabryki KPNA. Także tym razem koncepcja pozostała jedynie na papierze.
Zakopane pozbawione było gminnego systemu komunikacji miejskiej aż do 11 kwietnia 2016 r., kiedy uruchomiono istniejący do dziś system autobusowy.